# 愛媛県道317号目黒松丸線
愛媛県道317号目黒松丸線（えひめけんどう317ごう めぐろまつまるせん）は、愛媛県北宇和郡松野町を通る一般県道である。

## 概要
北宇和郡松野町大字目黒から北宇和郡松野町大字松丸に至る。
北宇和郡松野町大字目黒から北宇和郡松野町大字松丸に至る路線だが、高知県道・愛媛県道8号西土佐松野線を利用するほうが短距離である。しかし、松丸方面からの滑床渓谷（宇和島市）への最短ルートとして利用されることがある。

### 路線データ
- 起点：北宇和郡松野町大字目黒（愛媛県道270号滑床松野線交点）
- 終点：北宇和郡松野町大字松丸（国道381号交点、高知県道・愛媛県道8号西土佐松野線終点）
- 総延長：8.4 km

## 路線状況

### 重複区間
- 高知県道・愛媛県道8号西土佐松野線（北宇和郡松野町大字富岡 - 北宇和郡松野町大字松丸（終点））

### 道路施設

#### トンネル
- 若山隧道：延長154 m、1959年（昭和34年）竣工、北宇和郡松野町

## 地理

### 通過する自治体
- 愛媛県北宇和郡松野町

### 交差する道路
| 交差する道路                                             | 交差する場所 | 交差する場所 |
| -------------------------------------------------------- | ------------ | ------------ |
| 愛媛県道270号滑床松野線                                  | 大字目黒     | 起点         |
| 高知県道・愛媛県道8号西土佐松野線 重複区間起点           | 大字富岡     |              |
| 国道381号 高知県道・愛媛県道8号西土佐松野線 重複区間終点 | 大字松丸     | 終点         |

### 沿線
- 目黒郵便局
- 目黒ふるさと館
- 松野町目黒診療所
- 松野町立松野南小学校
- 松野町役場
- JR四国予土線 松丸駅